# Садгірський парк (Чернівці, вул. Підкови)
Са́дгірський парк — парк-пам'ятка садово-паркового мистецтва місцевого значення в Україні. Розташований у межах міста Чернівці, на вулиці Підкови, 11 (місцевість Садгора).
Площа 7,3 га. Статус присвоєно згідно з рішенням виконавчого комітету Чернівецької обласної ради народних депутатів від 30 травня 1979 року № 198. Перебуває у віданні: Обласний дитячий протитубсанаторій «Садгора».
Статус присвоєно для збереження парку, заснованого в 1840—1850 рр. В складі 50 видів дерев та чагарників. З них 21 — екзоти.
На території парку розташована гідрологічна пам'ятка природи «Садгірська мінеральна».